# FC Schaffhausen
El FC Schaffhausen es un club de fútbol suizo de la ciudad de Schaffhausen. Fue fundado en 1896 y se desempeña en la Promotion League.

## Entrenadores destacados
- Rolf Fringer (1990–92)
- Jürgen Seeberger (2000–07)
- Peter Schädler (2007)
- Marco Schällibaum (2007–08)
- Fabian Müller (2008–09)
- René Weiler 2009-2011

## Jugadores

### Jugadores destacados
- Jupp Derwall
- David Fall
- Joachim Löw
- Roberto Di Matteo
- Albert Bunjaku
- Fabio Coltorti
- Marcel Herzog
- Peter Läng

### Altas y bajas 2023-24 (verano)
Altas 
| Jugador       | Nacionalidad      | Posición      | Procedencia         | Tipo     | Precio |
| ------------- | ----------------- | ------------- | ------------------- | -------- | ------ |
| Simon Enzler  | Bandera de Suiza  | Portero       | FC Aarau            | Traspaso | Libre  |
| Nathan Mbengi | Bandera de Suiza  | Mediocampista | FC Lausana-Sport II | Traspaso | Libre  |
| Pedro Martín  | Bandera de España | Delantero     | Odisha FC           | Traspaso | Libre  |
| Eren Derdiyok | Bandera de Suiza  | Delantero     | Agente Libre        | --       | Libre  |

Bajas 
| Jugador           | Nacionalidad                   | Posición      | Destino                | Tipo            | Precio |
| ----------------- | ------------------------------ | ------------- | ---------------------- | --------------- | ------ |
| Francesco Ruberto | Bandera de Suiza               | Portero       | FC Vizela              | Traspaso        | Libre  |
| Kilian Manera     | Bandera de Suiza               | Portero       | Bandera de ?           | Fin de contrato | --     |
| Kader Abubakar    | Bandera de Suiza               | Portero       | Bandera de ?           | Fin de contrato | --     |
| Valon Hamdiu      | Bandera de Kosovo              | Mediocampista | FC Stade-Lausana-Ouchy | Traspaso        | Libre  |
| Davide Mariani    | Bandera de Suiza               | Mediocampista | Bandera de ?           | Fin de contrato | --     |
| Luka Stevic       | Bandera de Suiza               | Mediocampista | Bandera de ?           | Fin de contrato | --     |
| Miro Soldo        | Bandera de Suiza               | Mediocampista | Bandera de ?           | Fin de contrato | --     |
| Leonit Sahitaj    | Bandera de Suiza               | Mediocampista | Bandera de ?           | Fin de contrato | --     |
| Luca Spina        | Bandera de Suiza               | Mediocampista | Bandera de ?           | Fin de contrato | --     |
| Harun Alpsoy      | Bandera de Turquía             | Mediocampista | Bandera de ?           | Fin de contrato | --     |
| Yassin Maouche    | Bandera de Francia             | Mediocampista | Bandera de ?           | Fin de contrato | --     |
| Amel Rustemoski   | Bandera de Macedonia del Norte | Mediocampista | Bandera de ?           | Fin de contrato | --     |
| Raúl Bobadilla    | Bandera de Paraguay            | Delantero     | Bandırmaspor           | Traspaso        | Libre  |
| Luka Sliskovic    | Bandera de Suiza               | Delantero     | Bandera de ?           | Fin de contrato | --     |

## Palmarés
- Challenge League (1): 2004.
- Copa Suiza (0):
  - Subcampeón (2): 1988, 1994.
- 1. Liga Promotion: (1): 2013.